# Liste der afghanischen Botschafter in Japan
Der afghanische Botschafter residiert in Tokio.
| Ernannt / Akkreditiert | Name | Bemerkungen     | ernannt während der Regierung von | akkreditiert während der Regierung | Posten verlassen |
| ---------------------- | --- | --------------- | --------------------------------- | ---------------------------------- | ---------------- |
| 19. Okt. 1933          | Habibullah Khan Tarzi                                                                                                   |                 | Mohammed Sahir Schah              | Saito Makoto                       |                  |
| Mai 1939               | Abdul Rauf Khan | Geschäftsträger | Mohammed Sahir Schah              | Hiranuma Kiichiro                  |                  |
| 12. Juli 1939          | Zul Facar Khan |                 | Mohammed Sahir Schah              | Hiranuma Kiichiro                  |                  |
| Aug. 1945              | Schließung der Botschaft                                                                                                |                 | Mohammed Sahir Schah              | Shidehara Kijuro                   |                  |
| 23. Mai 1956           | Öffnung der Botschaft                                                                                                   |                 | Mohammed Sahir Schah              | Ishibashi Tanzan                   |                  |
| 31. Mai 1956           | Abdul Majid Khan |                 | Mohammed Sahir Schah              | Ishibashi Tanzan                   |                  |
| 3. Juli 1963           | Eid M. Mohabbat | Geschäftsträger | Mohammed Sahir Schah              | Ikeda Hayato                       |                  |
| 17. März 1965          | Abdul Rahim |                 | Mohammed Sahir Schah              | Sato Eisaku                        |                  |
| 13. Apr. 1967          | Abdul Aziz Ali | Geschäftsträger | Mohammed Sahir Schah              | Sato Eisaku                        |                  |
| 22. Mai 1967           | Abdul Hakim Tabibi |                 | Mohammed Sahir Schah              | Sato Eisaku                        |                  |
| 28. Aug. 1970          | Abdul Ahad Mahmoud | Geschäftsträger | Mohammed Sahir Schah              | Sato Eisaku                        |                  |
| 22. Sep. 1970          | Said Kassim Rishtya |                 | Mohammed Sahir Schah              | Sato Eisaku                        |                  |
| 27. Sep. 1973          | Mohamad Sarwar Damani                                                                                                   | Geschäftsträger | Mohammed Sahir Schah              | Tanaka Kakuei                      |                  |
| 24. Okt. 1974          | Ali Ahmad Popal |                 | Mohammed Sahir Schah              | Miki Takeo                         |                  |
| 11. Nov. 1976          | Sa’adullah Ghausy | Geschäftsträger | Mohammed Sahir Schah              | Fukuda Takeo                       |                  |
| 10. Juni 1977          | Mohammad Hassan Sharq                                                                                                   |                 | Mohammed Sahir Schah              | Fukuda Takeo                       |                  |
| 12. Mai 1978           | Sa’adullah Ghausy | Geschäftsträger | Nur Muhammad Taraki               | Ohira Masayoshi                    |                  |
| 10. Juli 1978          | Abdul Hamid Muhtat |                 | Nur Muhammad Taraki               | Ohira Masayoshi                    |                  |
| 10. Juli 1978          | Abdul Hamid Muhtat |                 | Nur Muhammad Taraki               | Ohira Masayoshi                    |                  |
| 28. Apr. 1978          | Staatsstreich – die japanische Regierung senkte den Status ihrer Beziehungen mit der neuen kommunistischen Regierung ab |                 | Nur Muhammad Taraki               | Ohira Masayoshi                    |                  |
| 8. Sep. 1987           | Shir Rahman | Geschäftsträger | Mohammed Nadschibullah            | Takeshita Noboru                   |                  |
| 17. Nov. 1987          | Mahammad Naim | Geschäftsträger | Mohammed Nadschibullah            | Takeshita Noboru                   |                  |
| 17. Nov. 1987          | Mohammad Rahim Ruhin | Geschäftsträger | Mohammed Nadschibullah            | Takeshita Noboru                   |                  |
| 21. Mai 1990           | Mohammad Rahim Ruhin | Geschäftsträger | Mohammed Nadschibullah            | Kaifu Toshiki                      |                  |
| 30. Aug. 1992          | Mr.Mohammad Asif Hassani                                                                                                | Geschäftsträger | Burhanuddin Rabbani               | Miyazawa Kiichi                    |                  |
| 27. Mai 1993           | Mohamoud Saikal | Geschäftsträger | Burhanuddin Rabbani               | Hosokawa Morihiro                  |                  |
| 7. Apr. 1994           | Doulat Khan Ahmadzai | Geschäftsträger | Burhanuddin Rabbani               | Murayama Tomiichi                  |                  |
| 30. Apr. 1994          | Amir M. Mohabbat | Geschäftsträger | Burhanuddin Rabbani               | Murayama Tomiichi                  |                  |
| 24. Juli 1996          | Rahmatullah Amir | Geschäftsträger | Burhanuddin Rabbani               | Hashimoto Ryutaro                  |                  |
| Nov. 1997              | Die Aktivitäten der Botschaft wurden eingestellt.                                                                       |                 | Burhanuddin Rabbani               | Hashimoto Ryutaro                  |                  |
| 27. Nov. 2002          | Mohammad Noor Akbary | Geschäftsträger | Hamid Karzai                      | Koizumi Jun’ichiro                 |                  |
| 30. Apr. 2004          | Haron Amin |                 | Hamid Karzai                      | Koizumi Jun’ichiro                 |                  |
| 19. Juni 2009          | Eklil Ahmad Hakimi | (* 1968)        | Hamid Karzai                      | Hatoyama Yukio                     |                  |
| 8. Dez. 2010           | Sayed Mohammad Amin Fatimie                                                                                             | [ 2 ]           | Hamid Karzai                      | Hatoyama Yukio                     |                  |